# صابرين كاظم
صابرين كاظم هي شاعرة وكاتبة وصحفية ومراسلة وناشطة مواقع تواصل اجتماعي عراقية ولدت في سنة 1989، تحصلت شهادتها من كلية العلوم السياسية جامعة بغداد، تعمل حالياً كمراسلة لقناة الحرة، وقد نالت عدة جوائز لعملها.